# Abisara neavei
Abisara neavei is een vlindersoort uit de familie van de prachtvlinders (Riodinidae), onderfamilie Nemeobiinae.
Abisara neavei werd in 1932 beschreven door Riley.